# Deep Purple (musikalbum)
Deep Purple, självbetitlat album av hårdrocks-bandet Deep Purple släppt 1969. Albumet är dock ett av gruppens mest udda. Albumet kombinerar hårdrock, psykedelisk rock och progrock. Detta album var det sista där sångaren Rod Evans och basisten Nick Simper medverkade i gruppens uppsättning.

## Låtlista
1. Chasing Shadows 5:31
2. Blind 5:22
3. Lalena 5:01
4. Fault Line 5:30
5. The Painter 4:56
6. Why Didn't Rosemary? 5:30
7. Bird Has Flown 5:36
8. April 12:10

Bonusspår
1. The Bird Has Flown 2:54
2. Emmaretta 3:00
3. Emmaretta 3:09
4. Lalena 3:33
5. The Painter 2:18

## Medlemmar
- Rod Evans - Sång
- Ritchie Blackmore - Gitarr
- Nick Simper - Bas sång
- Jon Lord - Orgel
- Ian Paice - Trummor